# Cellettes (Charente)
Cellettes – miejscowość i gmina we Francji, w regionie Nowa Akwitania, w departamencie Charente.
Według danych na rok 1990 gminę zamieszkiwało 346 osób, a gęstość zaludnienia wynosiła 37 osób/km² (wśród 1467 gmin regionu Poitou-Charentes Cellettes plasuje się na 675. miejscu pod względem liczby ludności, natomiast pod względem powierzchni na miejscu 864.).